# Irma Pavlinič Krebs
Irma Pavlinič Krebs (ur. 1963 w Črnej na Koroškem) – słoweńska prawniczka

## Życiorys
Mieszka w Kotlje. W 1986 roku ukończyła studia na Wydziale Prawa Uniwersytetu Lublańskiego. Po odbyciu stażu w sądzie w Mariborze i zdaniu egzaminu adwokackiego zajmowała stanowiska kierownicze w gospodarce i administracji państwowej. Od września 1989 do czerwca 1990 była kierownikiem kadr w firmie Gorenje Fecro. W latach 1990 –1995 była naczelnikiem Wydziału Administracji i Spraw Wewnętrznych w gminie Ravne na Koroškem, a potem do października 2000 roku dyrektorem administracyjnym. W 2000 roku została posłem do Zgromadzenia Narodowego. W kadencji 2000–2004 była wiceprzewodniczącą Zgromadzenia Narodowego, członkiem Komisji Polityki Wewnętrznej, Administracji i Sprawiedliwości oraz Komisji Konstytucyjnej. W 2004 roku nie została wybrana i otworzyła własną kancelarię prawniczą.
Od 2008 roku pełniła funkcję ministra administracji publicznej w rządzie Boruta Pahora jako członek partii Zeres. Gdy partia opuściła rząd koalicyjny w lipcu 2011 roku złożyła rezygnację razem z ministrem gospodarki Darją Radić i ministrem kultury Majdą Širca. Wróciła do Kotlje i do pracy w kancelarii. 